# Fred Thompson
Fred Dalton Thompson (ur. 19 sierpnia 1942 w Sheffield, zm. 1 listopada 2015 w Nashville) – amerykański prawnik, aktor, lobbysta i polityk. W latach 1994–2003 republikański senator ze stanu Tennessee. Wielu Amerykanom znany był przede wszystkim jako odtwórca roli prokuratora okręgowego Arthura Brancha w serialu „Prawo i porządek” emitowanego przez stację NBC. W 2007–2008 Thompson ubiegał się o nominację Partii Republikańskiej w walce o urząd prezydenta Stanów Zjednoczonych w 2008 r.
Thompson był znany ze swej nietypowej, bo bardzo bogatej i różnorodnej kariery. Najpierw zdobył sławę jako prawnik, a następnie aktor. Aktorstwo porzucił w okresie kadencji w Senacie, by wrócić po jej zakończeniu.

## Kariera

### Prawnik i lobbysta
W 1972 był menedżerem kampanii reelekcyjnej republikańskiego senatora z Tennessee Howarda Bakera, z którym blisko się wówczas związał.
To pozwoliło mu wziąć udział w senackim śledztwie w sprawie afery Watergate, jako współszefa radców prawnych republikanów w komisji. To on był odpowiedzialny za nakłonienie Bakera do zadania pytania „Panie Butterfield, co wiedział prezydent i od kiedy wiedział?”, co w zgodnej opinii przyczyniło się w dużej mierze do ustąpienia prezydenta Richarda Nixona.
W 1977 prowadził sprawę przeciwko ówczesnemu gubernatorowi Tennessee Rayowi Blantonowi w sprawie nadużycia przezeń władzy i podejrzeń o wydawanie aktów łaski za łapówki. Blanton został zmuszony do wcześniejszego ustąpienia.

### Początek kariery aktorskiej
W przypadku Thompsona droga do zostania znanym aktorem wiodła przez jego wcześniejszą pracę prawnika.
Jego pierwszą rolą było zagranie samego siebie w filmie Marie z roku 1985, który opisywał historię afery gubernatora Blantona.
Uznano wtedy Thompsona za zdolnego aktora i od tej pory występował w wielu znanych filmach. Specjalizował się w rolach funkcjonariuszy rządowych i aczkolwiek nie grał ról pierwszoplanowych, stał się rozpoznawalnym i sławnym aktorem dzięki swej charakterystycznej grze.
Grał m.in. w Polowaniu na Czerwony Październik.

### Polityk
W 1994 został kandydatem Partii Republikańskiej na senatora ze stanu Tennessee. Zwyciężył w wyborach, pokonując demokratycznego kongresmena Jima Coopera znaczną przewagą głosów. Były to wybory przedterminowe, na okres wygaśnięcia mandatu zajmowanego poprzednio przez Ala Gore’a, który został wybrany wiceprezydentem w 1992. Thompson został wybrany na pełną, sześcioletnią kadencję w 1997.
Zasiadał w Senacie od 2 grudnia 1994 do 3 stycznia 2003. W latach 1997–2001 przewodniczył komisji ds. rządowych Senatu. Nie ubiegał się o reelekcję w 2002.
Aczkolwiek został wybrany na fali „konserwatywnej rewolucji”, należał do umiarkowanych republikanów, czemu dał wyraz np. opowiadając się przeciwko impeachmentowi prezydenta Billa Clintona.

### Powrót do aktorstwa i inna aktywność
Pewien czas przed końcem swej kadencji Thompson przyjął rolę prokuratora okręgowego w Law and Order, co sprawiło iż był pierwszym urzędującym senatorem, który jednocześnie zajmował się aktorstwem.
Prócz tego pracował jako ekspert ds. bezpieczeństwa narodowego. W 2005 był specjalnym doradcą prezydenta George’a W. Busha przy wyborze Johna Glovera Robertsa na sędziego i prezesa Sądu Najwyższego.

### Kandydat na prezydenta
Od początku 2007 aktywny był ruch na rzecz wysunięcia Thompsona jako kandydata do republikańskiej nominacji prezydenckiej w 2008. Gotowość jego poparcia zgłosiła pewna liczba prominentnych republikanów, jak były lider większości w Senacie Howard Baker.
Sam Thompson przyznał, iż poważnie rozważa kandydowanie. Sondaże wskazywały, iż mógłby mieć szanse na uzyskanie nominacji. Przez wiele miesięcy Thompson prowadził nieoficjalną kampanię wyborczą, teoretycznie tylko „rozważając” startowanie w wyborach, w praktyce prowadząc działania podobne do tych prowadzonych przez polityków oficjalnie kandydujących.
5 września 2007 oficjalnie ogłosił swoją kandydaturę. Od tego momentu brał aktywny udział w debatach kandydatów w prawyborach swojej partii. W pierwszych trzech prawyborach w stanach Iowa, New Hampshire i Michigan w styczniu 2008 uzyskał słabe poparcie. W prawyborach stanu Karolina Południowa uzyskał trzecie miejsce zdobywając 16% głosów. 22 stycznia ogłosił, że wycofuje swoją kandydaturę.

## Choroba i śmierć
W 2004 r. zachorował na chłoniaka. Zmarł w 2015 roku.

## Życie prywatne
Dwukrotnie żonaty:
- Sarah Elizabeth Lindsey (od 12 września 1959 do 1985)
  - Syn Tony
  - Syn Daniel
  - Córka Betsy
- Jeri Kehn (od 29 czerwca 2002
  - Córka Hayden Victoria

Prócz tego był związany z piosenkarką country Lorrie Morgan.
Jego ojciec, Fletcher Thompson (zm. 1990) był sprzedawcą używanych samochodów. Matka Ruth zmarła w 2012 roku. Thompson ma brata Kenny’ego.

## Filmografia
- Historia Marie Ragghianti (Marie, 1985)
- Bez wyjścia (No Way Out, 1987)
- Policjantki z FBI (Feds, 1988)
- Unholy Matrimony (1988)
- Projekt Manhattan (Fat Man and Little Boy, 1989)
- Polowanie na Czerwony Październik (The Hunt for Red October, 1990)
- Szybki jak błyskawica (Days of Thunder, 1990)
- Szklana pułapka 2 (Die Hard 2, 1990)
- Lot Intrudera (Flight of the Intruder, 1991)
- Precedensowa sprawa (Class Action, 1991)
- Trudne zwycięstwo (Necessary Roughness, 1991)
- Niesforna Zuzia (Curly Sue, 1991)
- Przylądek strachu (Cape Fear, 1991)
- Żelazny Orzeł 3 – Asy (Aces: Iron Eagle III, 1992)
- Na rozkaz serca (Thunderheart, 1992)
- Białe piaski (White Sands, 1992)
- Rodzinne kłamstwa (Bed of Lies, 1992)
- Day-O (1992)
- Reszty nie trzeba (Keep the Change, 1992)
- Zatrzymać noc (Stay the Night, 1992)
- Urodzeni wczoraj (Born Yesterday, 1993)
- Na linii ognia (In the Line of Fire, 1993)
- Rekiny Manhattanu (Barbarians at the Gate, 1993)
- Brzdąc w opałach (Baby’s Day Out, 1994)
- Rachel and Andrew Jackson: A Love Story (2001) (głos)
- Ryzykant (Evel Knievel, 2004)
- Celsius 41.11 (2004)
- Zebra z klasą (Racing Stripes, 2005) (głos)
- Ostatnia wielka szansa (Last Best Chance, 2005)
- Humor Orientu (Looking for Comedy in the Muslim World, 2005)
- Pochowaj me serce w Wounded Knee (Bury My Heart at Wounded Knee, 2007)
- Ironmen (2010)
- Niezwyciężony Secretariat (Secretariat, 2010)
- The Genesis Code (2010)
- Alleged (2010)
- The Last Ride (2011)